# アレッシオ・フィガリ
アレッシオ・フィガリ（Alessio Figalli、1984年4月2日 - ）は、主に変分法と偏微分方程式の分野で活動するイタリアの数学者である。
フィガリは2012年Prix and Cours Peccotとヨーロッパ数学会賞、2015年Stampacchiaメダル、2017年Feltrinelli賞、そして2018年フィールズ賞を受賞した。フィガリは2014年の国際数学会議の招待講演者だった。2016年フィガリは、欧州研究会議(ERC)の奨学金を、2018年コートダジュール大学から名誉学位を授与された。

## 経歴
フィガリは2006年、(ピサ高等師範学校の生徒として)ピサ大学から修士号を、2007年ピサ高等師範学校のルイジ・アンブロシオとリヨン高等師範学校のセドリック・ヴィラニの下で博士号を授与された。2007年、フィガリはフランス国立科学研究センターの研究担当(chargé de recherche)に任命され、2008年アダマール教授(Professeur Hadamard)としてエコール・ポリテクニークに赴いた。
2009年フィガリは、テキサス大学オースティン校に准教授として移った。そして、2011年に正教授、2013年にはR. L. ムーア講座職となった。2016年からフィガリは、チューリッヒ工科大学の統轄教授(chaired professor)である。
フィガリは、様々な表彰の中で、2012年ヨーロッパ数学会賞、2011年Peccot-Vimont賞、2012年コレージュ・ド・フランスのCours Peccotを受賞し、2014年チューリッヒ工科大学のNachdiplom講師に指名された。2015年Stampacchiaメダルを、2017年数学分野のFeltrinelli賞を得た。
2018年フィガリは、「最適輸送理論に対する貢献と、その偏微分方程式、計量幾何学と確率論への応用」に対し、フィールズ賞が贈られた。

## 業績
フィガリは、最適輸送写像の正則性理論とそのモンジュ-アンペール方程式へのつながりに特に力点を置きながら、最適輸送理論の分野で研究してきた。その方向で得た結果の中でも、グイド・ド・フィリピッスと共同で証明した、モンジュ-アンペール方程式の解の二階微分係数の高階積分性の重要な性質とモンジュ-アンペール型方程式に対する部分正則性の結果が際立っている。フィガリは、非等方的等周不等式の改善版を得るために最適輸送の技術を使用し、関数的・幾何的不等式の安定性についての幾つかのその他の結果を得た。特に、フランチェスコ・マギとアルド・プラテリと共同で、非等方的等周不等式のシャープな定量版を証明した。
そして、エリック・カーレンと共同で、フィガリは臨界質量Keller-Segal方程式に対する収束の定量率を得るために、いくらかのガリアルド-ニーレンバーグ、対数的ハーディ-リトルウッド-ソボレフ不等式 の安定性解析に取り組んだ。フィガリは、ハミルトン-ヤコビ方程式とそれの弱コルモゴロフ-アーノルド-モーザー理論へのつながりについても考えた。ゴンザロ・コントレラスとルドヴィック・リフォードとの論文にて、コンパクトな面上のオーブリー集合のgenericな双曲性を証明した。
さらに、ディペルナ-リオン理論への幾つかの貢献があり、それを非常に粗いポテンシャルを伴ったシュレーディンガー方程式の準古典的な極限の理解と、ヴラソフ-ポアソン方程式の弱解のラグランジュ構造の研究に応用した。より最近では、アリス・ギオネと共同し、severa-matrixモデルの普遍性の結果を証明するために、ランダム行列のテーマにおいて新しい輸送テクニックを導入・開発した。また、ジョアキン・セラと共同で、次元5以下における境界反応に対するデ・ジョルジ予想を証明し、障害問題における特異点の構造上のルイス・カファレリによる古典的な結果を改良した。

## 人物
- 同じ研究分野でワークする北川潤[16][17]によると、フィガリは経歴を鼻にかけることなんて一切なく、親しみやすい好青年という印象しか受けない、とのことである[18]。